# 卡多縣 (奧克拉荷馬州)
卡多縣（英語：Caddo County）是美國奧克拉荷馬州西部的一個縣。面積3,342平方公里。根據美國2000年人口普查，共有人口30,150人。縣治阿納達科（Anadarko）。
成立於1901年8月6日。縣名來自卡多人。